# ماريا إيزابيل مارتينيز
ماريا إيزابيل مارتينيز (بالإسبانية: María Isabel Martínez de Murguía)‏ هي لاعب هوكي الحقل إسبانية، ولدت في 16 أكتوبر 1967 في مدريد في إسبانيا.

## وصلات خارجية
- ماريا إيزابيل مارتينيز على موقع اللجنة الأولمبية الدولية (الإنجليزية)
- ماريا إيزابيل مارتينيز على موقع أوليمبيديا (الإنجليزية)
- ماريا إيزابيل مارتينيز على موقع اللجنة الأولمبية الإسبانية (الإسبانية)